# Staten (Platon)
 For alternative betydninger, se Staten. (Se også artikler, som begynder med Staten)
Staten (græsk: Πολιτεία, Politeia; latin: Res Publica) er Platons længste og mest indflydelsesrige dialog og har form af en sokratisk dialog. I værket diskuterer Sokrates og hans samtalepartnere om en række filosofiske områder, bl.a. etik, metafysik (ontologi), epistemologi og politisk filosofi. Den første bog dateres af mange til et tidligere tidspunkt end resten af værket. Sandsynligvis forelå værket som en helhed mellem 377 og 370 f.Kr.

## Oversigt
Staten er bygget op som en sokratisk dialog med det formål at afdække betydningen af begrebet Retfærdighed. Sokrates udvikler først et retfærdighedsbegreb for en "polis", idet han argumenterer, at Retfærdighed i polis ligner Retfærdighed i det enkelte menneske. Da det er nemmere at se Retfærdigheden på et større plan, vil han først finde ud af, hvordan den retfærdige polis er indrettet, for derefter at overføre denne indretning på det enkelte menneske.

### Struktur
Staten er delt op i 10 bøger. Første bog tjener som en slags indledning, hvori Sokrates mødes med tre forskellige syn på Retfærdighed, og afviser dem alle. Den egentlige filosofiske udredning finder sted i de efterfølgende ni bøger. Her udvikler Sokrates sit eget retfærdighedsbegreb, ansporet af Glaukon og Adeimantos, to af Platons brødre.

### Sokrates' Retfærdighedsbegreb
Sokrates opdeler mennesket i tre dele: maven, brystet og hovedet. Hver af disse tilskriver han en del af menneskets tankeliv, samt en dyd, der bør styre disse tanker.
- Til maven hører de lave følelser – sult, begær, dovenskab, m.v. – Sokrates sammenligner den med et mangehovedet uhyre. Dens dyd er Sofrosyne, der tilnærmelsesvis kan oversættes med mådehold.
- Til brystet hører "de høje følelser" – harme, aggressivitet, m.v. Dens dyd er Andreia, mandshjerte/mod.
- Til hovedet hører fornuften. Dens dyd er Sofia, visdommen.

Et menneske er retfærdigt, når hver enkelt del er styret af sin dyd, og når maven er holdt i skak af brystet, der vejledes af hovedet.
Tilsvarende opdeler Sokrates Polis i tre grupper mennesker, der hver svarer til en af menneskets dele:
- Håndværkerne/ de almindelige borgere. Disse svarer til maven. De skal bruge deres hænder, og overlade byens forsvar og ledelse til de højere klasser – dette er deres Sofrosyne.
- Vogterne. Disse svarer til brystet. Vogterne udvælges når de er børn og opdrages til at være vogtere. De er byens soldater. De skal udvise både Sofrosyne og Andreia
- Filosofferne. Disse svarer til hovedet. De bedste vogtere kan, når de er blevet gamle nok, blive filosoffer. Filosofferne er byens egentlige regenter. De skal udvise både Sofrosyne, Andreia og Sofia.